# Tachysphex fulvitarsis fulvitarsis
Tachysphex fulvitarsis fulvitarsis é uma subespécie de insetos himenópteros, mais especificamente de vespas pertencente à família Crabronidae.
A autoridade científica da subespécie é A. Costa, tendo sido descrita no ano de 1867.
Trata-se de uma subespécie presente no território português.